# MÁV vasúti járművek színezése
Az oldal a MÁV Zrt., illetve a MÁV-START Zrt. vasúti járművein alkalmazott, egységes színtervben, későbbi szállítású jármúvek esetén pedig a jóváhagyott színtervben előírt színeket ismerteti. Az egységes színtervet és az alkalmazható színeket a MÁVSZ 2711 szabványsorozatban rögzítették.

## Villamos mozdonyok
| Elem | Színkód                   | Szín     |
| --- | ------------------------- | -------- |
| Oldalfal és tető | RAL 5009 (azúrkék)        |          |
| Homloksáv és kapaszkodó fogantyúk | RAL 1017 (sáfránysárga)   |          |
| Alváz a hozzátartozó berendezésekkel és a forgóvázak, (kivéve: 470 sor.) . V43-V63 sorozatok estén oldalsó rácsok. kb. 1992-től.                                                        | RAL 7031 (kékesszürke)    |          |
| Alváz a hozzátartozó berendezésekkel és a forgóvázak kb. 1992-ig. Az alvázkerete napjainkban a V43 3000-sorozat ill. 431 XXX egyes járművei fényezés után újra a RAL 7038 színt kapják. | RAL 7038 (achátszürke)    |          |
| Homlokpályaszám mezője (kivéve: 470 sor.), valamint tolatómozdonyok homlokának V alakú sraffozása                                                                                       | RAL 9011 (grafitfekete)   |          |
| Logo és feliratok | RAL 9010 (fehér)          |          |
| Áramszedők | RAL 2002 (vérnarancs)     |          |
| Feliratok sárga alapon (470 sor.) | RAL 9005 (mélyfekete)     |          |
| 1047 alváz és alvázkeret | RAL 7022 (umbraszürke)    |          |
| 1047 kapaszkodó fogantyúk | Nyers fémszín (KOR. acél) | RAL 9006 |

## Dízelmozdonyok
| Elem | Színkód                 | Szín |
| --- | ----------------------- | ---- |
| Oldalfal és tető | RAL 2002 (vérnarancs)   |      |
| Oldalfal és tető tolatómozdonyok esetén kb. 1992-ig. | RAL 2004 (narancs)      |      |
| Homloksáv és kapaszkodó fogantyúk | RAL 1017 (sáfránysárga) |      |
| Alváz a hozzátartozó berendezésekkel, és a forgóvázak, M41 sorozat esetén oldasó rácsok kb. 1992-től                                                                                  | RAL 7031 (kékesszürke)  |      |
| Alváz a hozzátartozó berendezésekkel, és a forgóvázak, M41 sorozat esetén oldasó rácsok kb. 1992-ig.                                                                                  | RAL 7038 (achátszürke)  |      |
| Homlokpályaszám mezője, valamint tolatómozdonyok homlokának V alakú sraffozása, valamint az egy vezetőállásos mozdonyok géptérjárdái (M28, M31, M32, M40, M43-M47, M44) Kivétel: M42. | RAL 9011 (grafitfekete) |      |
| Logo és feliratok | RAL 9010 (fehér)        |      |

## Személykocsik,414és424sorozatú motorvonatok
| Elem | Színkód                           | Szín |
| --- | --------------------------------- | ---- |
| Oldal- és homlokfal, valamint feliratok a szürke sávban | RAL 5009 (azúrkék)                |      |
| Tető, valamint a 414 és 424 sorozatú motorvonatok alváza | RAL 7031 (kékesszürke)            |      |
| Oldalsáv, ablakkeretek (kivéve: Bhv 20-05 550– és BDt 400–) és feljáróajtók, alváz Ap 10-67, Bp(h) 20-67, WRR 88-67 008–, valamint homloksáv Bybdtee 80-55                                  | RAL 7038 (achátszürke)            |      |
| Kapaszkodó fogantyúk, 1. oszt. sáv, valamint vezetőfülke homloksáv (kivéve: Bybdtee 80-55)                                                                                                  | RAL 1017 (sáfránysárga)           |      |
| Tető, alváz (Bhv 20-05 550– és BDt 400–) | RAL 7015 (palaszürke)             |      |
| Ablakkeret (Bhv 20-05 550– és BDt 400–) | RAL 7042 (közlekedési szürke „A”) |      |
| Alváz (kivéve Ap 10-67, Bp(h) 20-67, WRR 88-67 008–, Bhv 20-05 550– és BDt 400–), valamint 414 és 424 sorozatú motorvonatok, továbbá vezérlőkocsik (kivéve:BDt 406–) homlokpályaszám mezője | RAL 9011 (grafitfekete)           |      |
| Homlokfeliratok, valamint feliratok a kék felületeken | RAL 9010 (fehér)                  |      |
| Áramszedők, valamint Bhv 20-05 582– és BDt 406– oldalsó sáv | RAL 2002 (vérnarancs)             |      |

## 434sorozatú motorvonatok
| Elem                                                  | Színkód                         | Szín |
| ----------------------------------------------------- | ------------------------------- | ---- |
| Oldalfal felső része, vezetőfülke homlok alsó része   | RAL 5017 (közlekedési kék)      |      |
| Áramszedők                                            | RAL 3020 (közlekedési vörös)    |      |
| A kocsi oldalcsíkja                                   | RAL 2009 (közlekedési narancs)  |      |
| Tető és alváz                                         | RAL 7042 (közlekedési szürke A) |      |
| Oldalsáv                                              | RAL 9016 (közlekedési fehér)    |      |
| Vezetőfülkés homlok felső része                       | RAL 1023 (közlekedési sárga)    |      |
| Homlokpályaszám mezője                                | RAL 9005 (mélyfekete)           |      |
| Homlokfeliratok, valamint feliratok a kék felületeken | RAL 9010 (tisztafehér)          |      |
| Oldalfeliratok az oldalsávban                         | RAL 5010 (enciánkék)            |      |

## 425és426sorozatú motorvonatok
| Elem                                                                   | Színkód                      | Szín |
| ---------------------------------------------------------------------- | ---------------------------- | ---- |
| Oldalfal és homokfal vöröse, valamint feliratok a világosszürke sávban | RAL 3020 (közlekedési vörös) |      |
| Oldalfal világosszürkéje és oldalajtók                                 | RAL 7035 (világosszürke)     |      |
| 425 sorozat oldalajtók                                                 | RAL 9016 (közlekedési fehér) |      |
| 5341 sorozat homlokfal és tető, 426 tető és alváz                      | RAL 7012 (bazaltszürke)      |      |
| 415 001-060 psz. alváz és 426 sorozat ablakmező                        | RAL 7016 (antracitszürke)    |      |
| 425 sorozat alváz                                                      | RAL 9005 (mélyfekete)        |      |
| 425 sorozat ablakmező                                                  | RAL 7021 (feketésszürke)     |      |
| Homlokfeliratok, valamint feliratok a vörös és sötétszürke felületeken | RAL 9010 (fehér)             |      |

## 415és815sorozatú motorvonatok
|  |  |  |  |
|  |  |  |  |
|  |  |  |  |

## IC+személykocsik[1]
| Elem             | Színkód                    | Szín |
| ---------------- | -------------------------- | ---- |
| Alapszín         | RAL 9002 (szürkésfehér)    |      |
| Tető             | RAL 7031 (kékesszürke)     |      |
| Homlok, oldalfal | RAL 5010 (enciánkék)       |      |
| Ajtó, oldalfal   | NCS S1050-B20G (lagúnakék) |      |
| Ablakköz         | RAL 5004 (feketéskék)      |      |
| Alváz, forgóváz  | RAL 7015 (palaszürke)      |      |
| Átjáróajtó       | RAL 1028 (dinnyesárga)     |      |